# Piankhi steineri
 (avril 2021).
Piankhi
Genre
Espèce

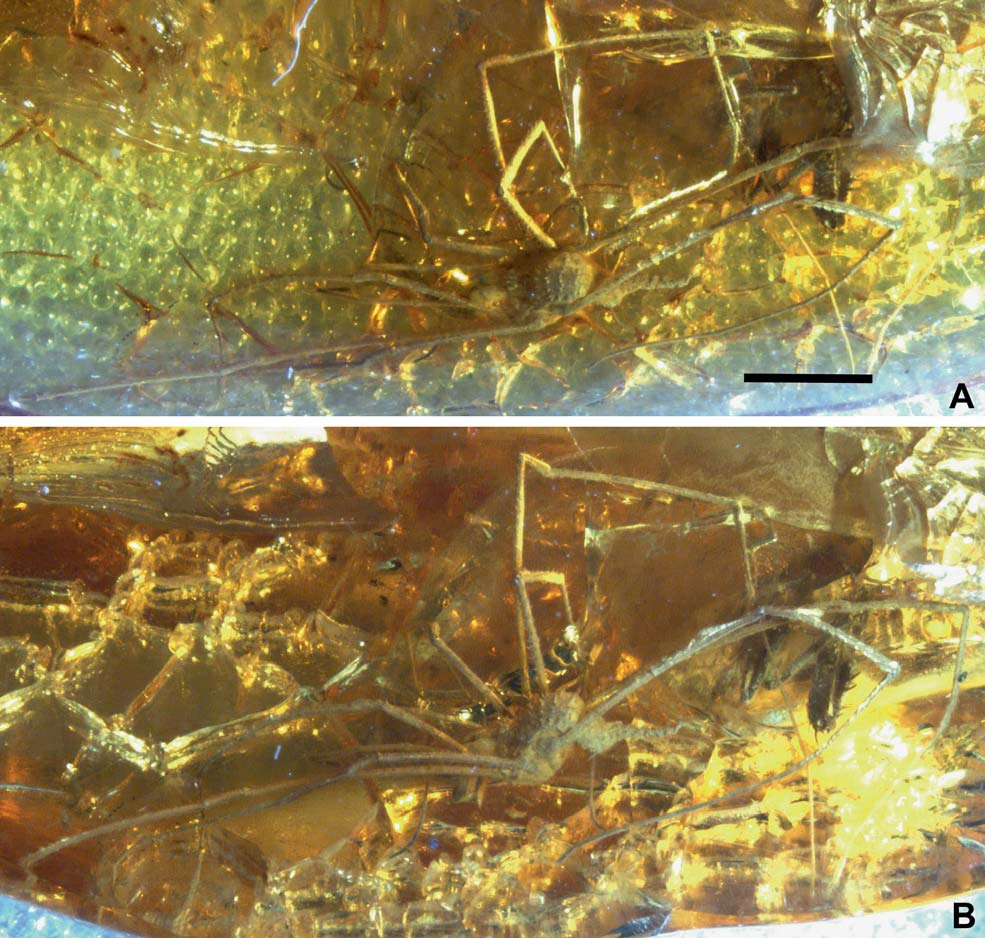
Piankhi steineri n. gen., n. sp. Vue d'ensemble de l'animal complet (holotype et seul spécimen connu : MB.A.1878) provenant d'ambre baltique éocène (environ 44–49 Ma). A. Vue dorsale ; B. Vue dorso-latérale. L'échelle est de 2 mm.

Piankhi steineri, unique représentant du genre Piankhi, est une espèce fossile d'opilions dyspnois.

## Distribution
Cette espèce type a été découverte dans de l'ambre de la Baltique. Elle date de l'Éocène.

## Description
L'holotype mesure 1,6 mm.

## Étymologie
Cette espèce est nommée en l'honneur de Michael Steiner.

## Sous-ordre
Selon World Catalogue of Opiliones (20/04/2021) :
- Acropsopilionoidea Roewer, 1923
  - Acropsopilionidae Roewer, 1923
  - † Halithersidae Dunlop, Selden & Giribet, 2016
- Ischyropsalidoidea Simon, 1879
  - Ischyropsalididae Simon, 1879
  - Sabaconidae Dresco, 1970
  - Taracidae Schönhofer, 2013
  - famille indéterminée
    - † Piankhi Dunlop, Bartel & Mitov, 2012
- Troguloidea Sundevall, 1833
  - Dicranolasmatidae Simon, 1879
  - Nemastomatidae Simon, 1872
  - Nipponopsalididae Martens, 1976
  - Trogulidae Sundevall, 1833
  - † Eotrogulidae Petrunkevitch, 1955
  - † Nemastomoididae Petrunkevitch, 1955
- super-famille et famille indéterminée
  - † Ameticos Garwood, Dunlop, Giribet & Sutton, 2011
  - † Echinopustulus Dunlop, 2004

## Publication originale
- Dunlop, Bartel & Mitov, 2012 : « An enigmatic spiny harvestman from Baltic amber. » Fossil Record, vol. 15, no 2, p. 91-101.